# 香港理工大學學生會
紅磚社（英語：Red Brick Society），前身為香港理工大學學生會（英語：Hong Kong Polytechnic University Students' Union，簡稱：HKPUSU）乃唯一代表全體香港理工大學全日制學生之獨立組織，成立於1972年8月，前身為香港理工學院學生會。因大學不再承認學生會而易名。學生會以謀求會員福利，保障會員權益為宗旨，就校政及福利事宜與校方及校外團體聯繫。在外務方面，學生會已於2016年退出學聯，以獨立身分參與社會運動，並提升會員對社會事務的關注。
香港理工大學學生會最後之屆數為第二十八屆。其屬下組織（學院會、學系會、學科會及附屬組織）大部分已歸屬大學管治。
按照《香港理工大學學生會選舉規條》，學生會透過選舉產生新一屆幹事會，并在財政年度開始時（即每年3月1日）上任。不過，紅磚社在2021年選出第二十八屆幹事會後，一直未能舉行選舉，至今紅磚社仍然是同屆，儘管幹事會已經解散。
目前臨時行政委員會會長為第二十八届評議會主席黃天揚。
2025年2月，理大邵逸夫樓門前的墻面上，”香港理工大學學生會“的字樣已被移除。
在2023年3月30日，紅磚社召開第三次會員大會，討論并表決解散議案，但因時間問題而宣佈流會。紅磚社目前正處於緊急狀態。下列各內容，均為2022年7月15日前，大學收回學生會管理之所有場地前之情況。

## 三權分立
理大學生會分為幹事會、評議會、仲議會、學生報編輯委員會、校園電台、附屬組織、學院會、學系會及學科會。學生會同時為三權分立之組織；幹事會擁有學生會之行政權，評議會為立法組織，仲議會掌握司法權，學生報編輯委員會及校園電台為第四權（傳媒）。

## 學生會事務

理大學生會標識

事務主要分為內務、校務和外務。內務以會員福利及活動為主；校政為在校政議題上向校方反映會員意見，保障會員權益；外務以社會事務為主，由學生會代表會員於社會議題上發聲。

### 內務
學生會內有不同的學院會、學系會及學科會，針對其會員提供服務。它們會各自售賣產品（society product）予會員，例如文具、衣服等。幹事會亦有營運兩個場所，分別為福利專門店及影印場。福利專門店位於VA108，以優惠價錢向會員售賣文具、食物、電子產品等物品；影印場位於VA126，提供影印服務。

### 校務
學生會亦會就校政議題與校方溝通，反映同學意見。例如，香港理工大學校方把宿費價錢上調，學生會爭取與校方磋商；在教評機制一事上，應用社會科學系會亦有發表聲明。

### 外務
學生會外務協助處理一切外務事宜及負責一切聯絡工作。

## 架構

### 全民投票
全民投票由全體會員以不記名方式進行投票；此為本會之最高決策權力架構。

### 會員大會
會員大會由本會所有會員參與組成；其權力僅次於全民投票之決策權力。

### 幹事會
掌管學生會之最高行政權。
- 定義:

幹事會為本會之最高行政機關，負責處理本會日常事務及行政工作，代表全體會員與外界溝通。
- 職權:

1. 履行會章宗旨及執行會員大會或仲議會之決議。
2. 在幹事會權力範圍內委任幹事會轄下的任何直屬工作委員會之成員。
3. 在幹事會權力範圍內委任幹事會轄下的常設部門之成員。
4. 委派代表團對外代表本會，並向評議會報告有關工作。
5. 制定規條以處理本會一切行政工作。
6. 幹事會須向會員大會及評議會負責。

- 任期:

幹事會任期一年。
- 成員:

幹事會成員於週年大選中選出，成員包括：
1. 會長一人
2. 副會長（內務）一人
3. 副會長（外務）一人
4. 常務秘書一人
5. 內務秘書一人
6. 外務秘書三人
7. 財務秘書一人
8. 校政秘書二人
9. 文娛秘書一人
10. 出版秘書一人
11. 福利秘書一人
12. 宣傳秘書一人
13. 體育秘書一人
14. 資管秘書一人
15. 場資秘書一人

以上成員均由全民投票選出
- 成員職責：

1. 會長為本會行政首長，負責本會一切行政事務，對外代表本會，並須經常向評議會報告本會狀況。
2. 內務副會長協助會長，並負責本會所有內務事宜，如遇會長缺席或辭職，將出任署理會長。
3. 外務副會長協助會長，並負責本會所有外務事宜。
4. 常務秘書負責處理幹事會會議紀錄、檔案、函件往來，及其他日常行政事務。
5. 內務秘書協助處理一切內務事宜。
6. 外務秘書協助處理一切外務事宜及負責一切聯絡工作。
7. 財務秘書負責處理本會一切財務事宜。
8. 校政秘書負責推行本會一切校政事務。
9. 文娛秘書負責推行本會一切文娛事宜。
10. 出版秘書負責本會一切出版工作（除學生報外）及負責聯絡學生報編輯委員會。
11. 福利秘書負責本會會員之日常福利事宜。
12. 宣傳秘書負責本會之一切宣傳事宜。
13. 體育秘書負責推行本會一切體育事務。
14. 資管秘書負責管理本會之資訊科技事務。
15. 場資秘書負責本會一切場地及設施事宜。

### 評議會
掌管學生會之立法權。

### 仲議會
掌管學生會之司法權。

### 學生報編輯委員會
學生會內之傳媒組織。由總編輯、副總編輯、執行編輯、行政秘書、財務秘書、常務秘書及幹事會出版秘書組成。

### 校園電台
學生會內之傳媒組織。由台長、副台長、行政秘書、財務秘書、常務秘書、宣傳秘書、節目監制及技術總監組成。

### 附屬組織
又稱屬會。任何香港理工大學內之學生組織；須向學生會申請附屬或豁免附屬於學生會。現有附屬組織有文化、藝術、康樂及體育分部。

### 學院會、學系會及學科會
由就讀同一學院之會員組成，代表該學院會會員；負責謀求會員福利及爭取權益，受評議會監管。

## 退出學聯
理大退聯關注組於2015年2月15日在facebook開設專頁，推動該校學生會啟動退聯公投。到4月11日，已成功收集逾900個聯署簽名。由於核實聯署有困難，而學生會亦認同應以民主的方式解決校內對於退聯的爭議，學生會會主動發起退聯公投。
公投結果如下：贊成：1190，反對：403，棄權：126，廢票：14。
雖然公投結果為通過，但其後學聯代表會主席賴偉健向仲議會提出投訴，指評議會未有在公投七天前張貼公投通告，最終賴偉健勝訴，但公投結果沒有被推翻。
最終，評議會於2016年3月13日宣佈學生會正式通過退出香港專上學生聯會。

## 外部連結
- 香港理工大學學生會
- 香港理工大學學生會評議會
- 香港理工大學學生會仲議會 （页面存档备份，存于）
- 香港理大學生會 HKPUSU的Facebook專頁
- 香港理工大學學生會評議會 HKPU Students' Union Union Council的Facebook專頁